# Ligne de Székesfehérvár à Sárbogárd
La ligne de Sárbogárd à Székesfehérvár ou ligne 45' est une ligne de chemin de fer de Hongrie. Elle relie Sárbogárd à Székesfehérvár.